# Sedrun

Historisches Luftbild von Werner Friedli (1964)

Sedrun, der Hauptort der schweizerischen Gemeinde Tujetsch, liegt in der Cadi in der bündnerischen Surselva zwischen den Dörfern Camischolas und Bugnei am Vorderrhein.

## Geschichte
Das Tujetsch (dt. Tavetsch) bestand aus abgelegenen Hofsiedlungen, die sich vom Oberalppass bis nach Bugnei erstreckten. Ein Dorf Tujetsch hat es nie gegeben. Die Besiedlung erfolgte nach der Gründung des Klosters Disentis im 8. Jahrhundert. Im 12. Jahrhundert wanderten die Walser über den Oberalppass und liessen sich im oberen Tujetsch nieder, so z. B. das Geschlecht der Berther. Erst ab dem 18. Jahrhundert übersiedelten die Bergbauern allmählich in die Dörfer der Talsohle. Sedrun wurde Hauptort der Gemeinde und der Pfarrei. Die Pfarrkirche von Sedrun, von der noch der Turm erhalten ist, wurde im Jahre 1205 eingeweiht. Die heutige Kirche Sogn Vigeli stammt aus den Jahren 1691–1695.
Vor dem Ausbau des Gotthardpasses um 1200 verband ein Passweg ab Silenen via Bristen im Maderanertal über den Chrüzlipass (2347 m ü. M.) nach Sedrun und weiter über den Lukmanierpass die Nord- und Südschweiz. Der Aufstieg zum Chrüzlipass ist auf der Urner Seite bei Golzern mit einem Schalenstein und einem Menhir markiert, auf der Bündner Seite durch einen grossen bearbeiteten Block bei Sedrun/Valtgevas. Der vermutlich bereits in prähistorischer Zeit regelmässig begangene Pass, welcher die Klöster Disentis und Einsiedeln auf kürzestem Weg verbindet, diente auch als Alternativroute zum Oberalppass.

## NEAT
Das Dorf ist bekannt durch die NEAT-Baustelle mit dem Zugangsstollen zum Zwischenangriff des Gotthard-Basistunnels. Dort war die tiefste Bahnstation der Welt geplant, die Porta Alpina.

## Kraftwerk Sedrun
Im Kraftwerk Sedrun sind drei horizontalachsige Pelton-Turbinen à 50 MW Leistung installiert. Das abgearbeitete Wasser wird im Ausgleichsbecken Runcahez[1] (1961) (♁716974 / 171056) zwischengespeichert und im Kraftwerk Tavanasa weitergenutzt.

## Sehenswürdigkeiten
- Katholische Kirche St. Vigeli / Baselgia catolica Sankt Vigeli[1]
- Kapelle Sankt Anna in Camischolas[2]
- Kapelle Sank Nikolaus in Tschamut[3]
- Unterhalb Rueras liegen die Ruinen der Burg Pontaningen.

## Bilder

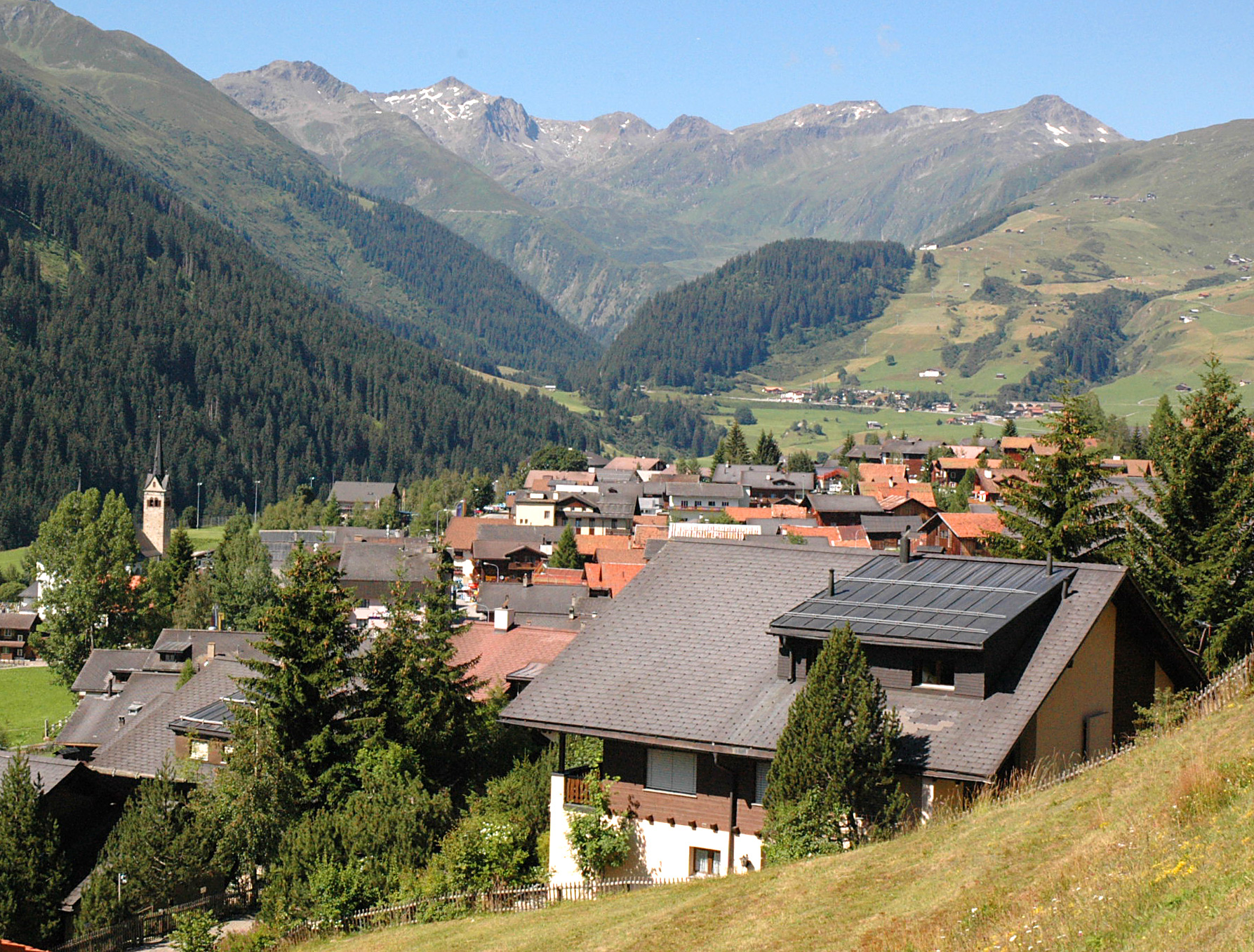
Sedrun im Sommer
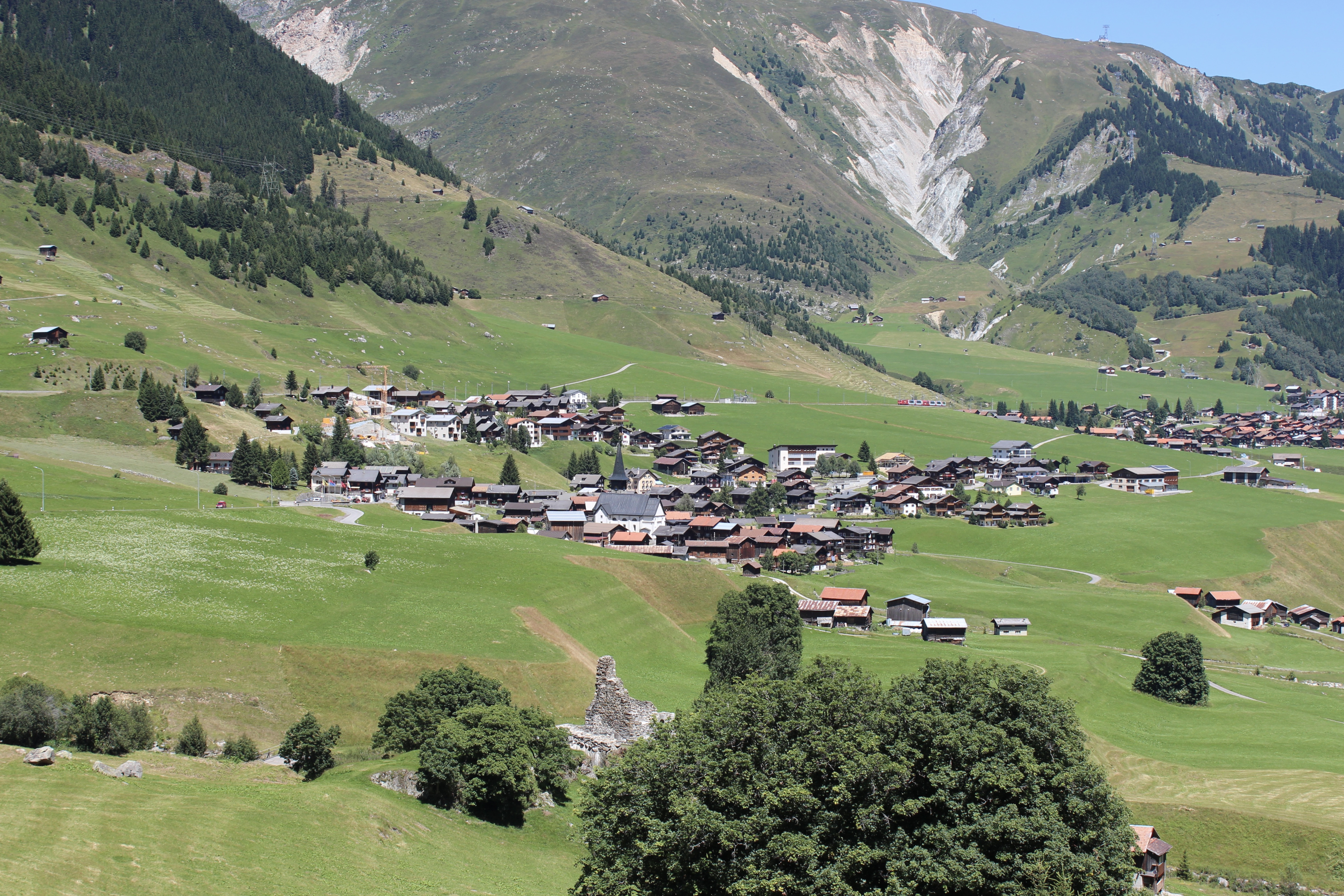
Sedrun Rueras. Vorn die Ruinen der Burg Pontaningen.
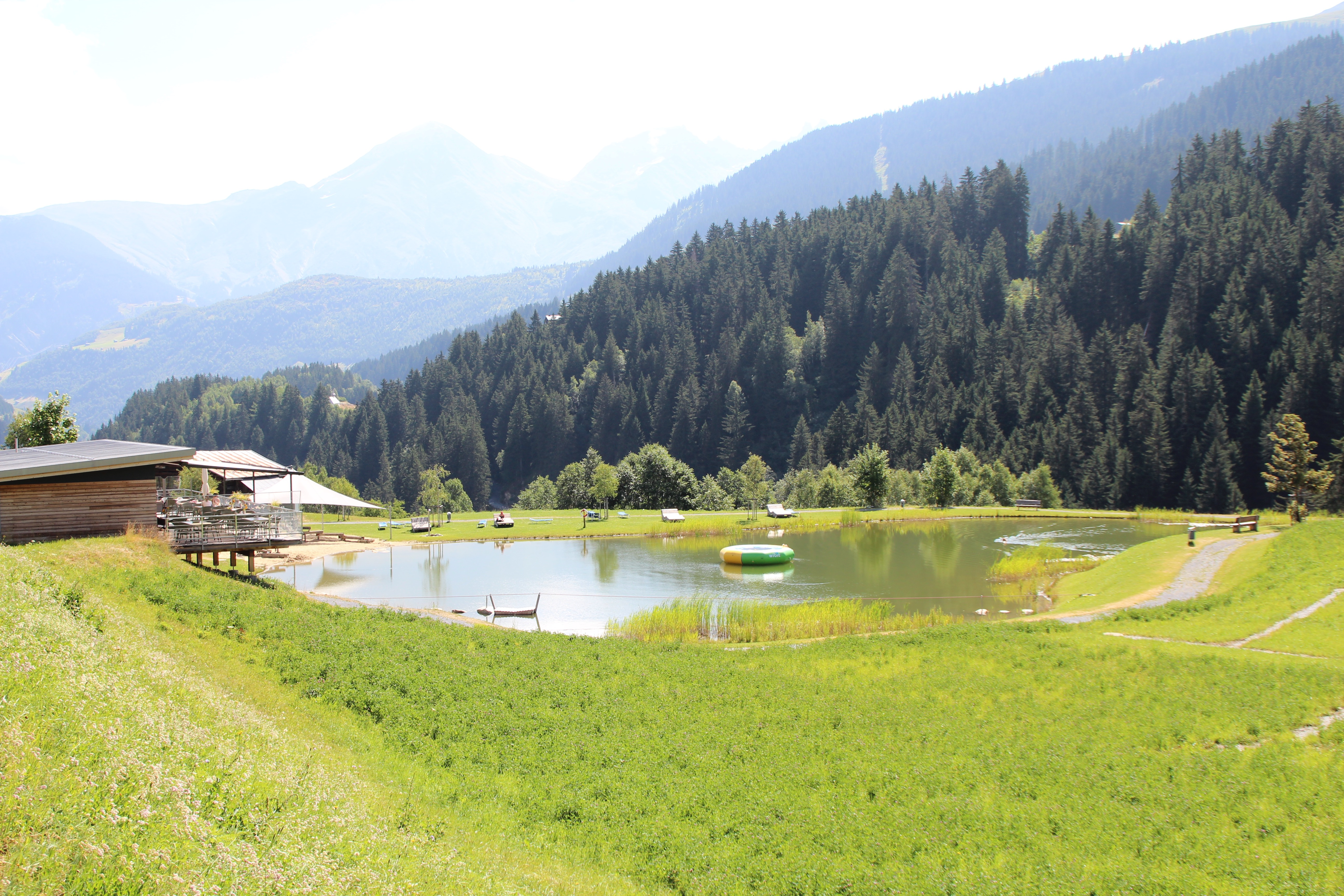
Badesee Lag Claus
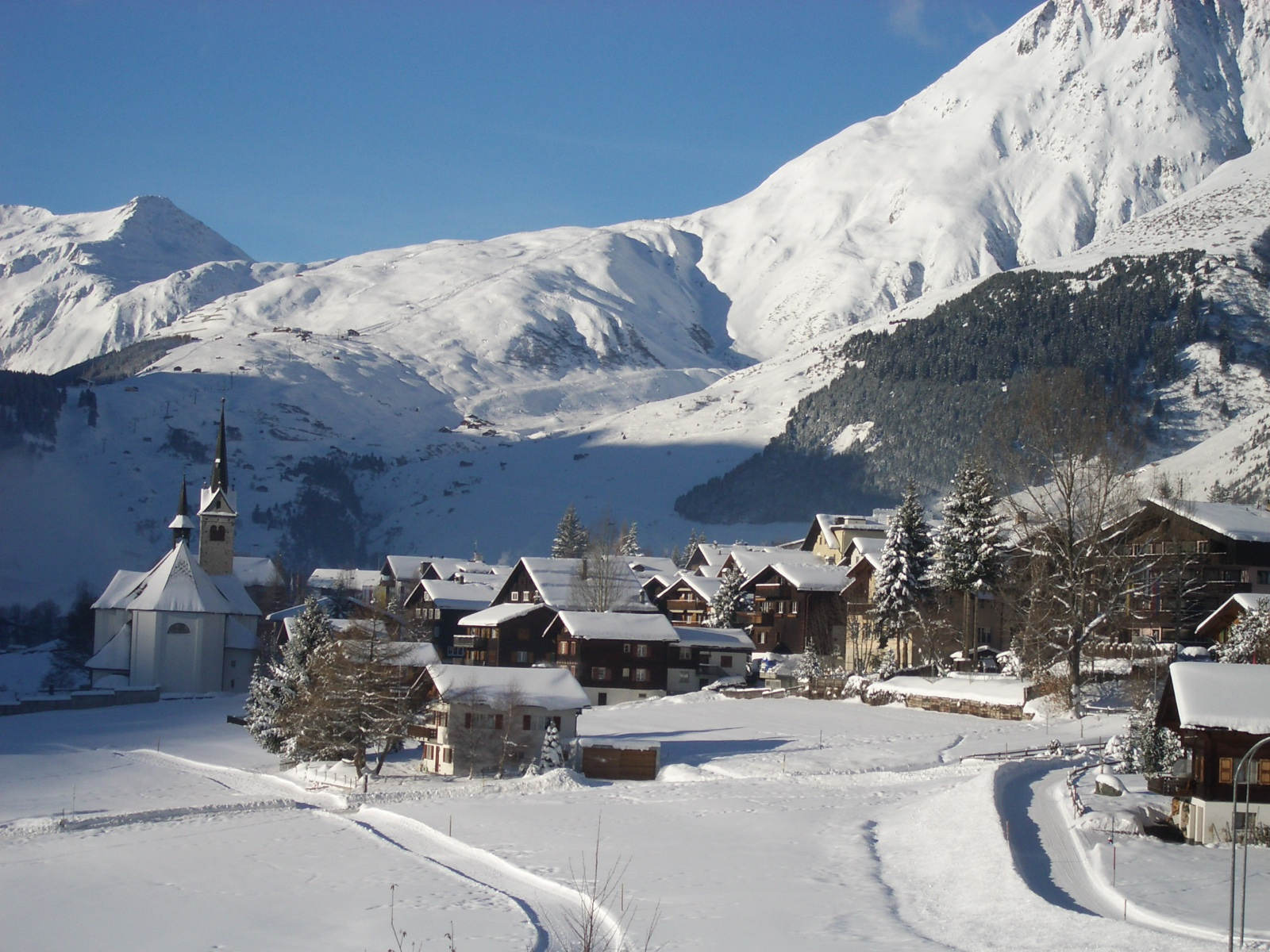
Sedrun im Winter
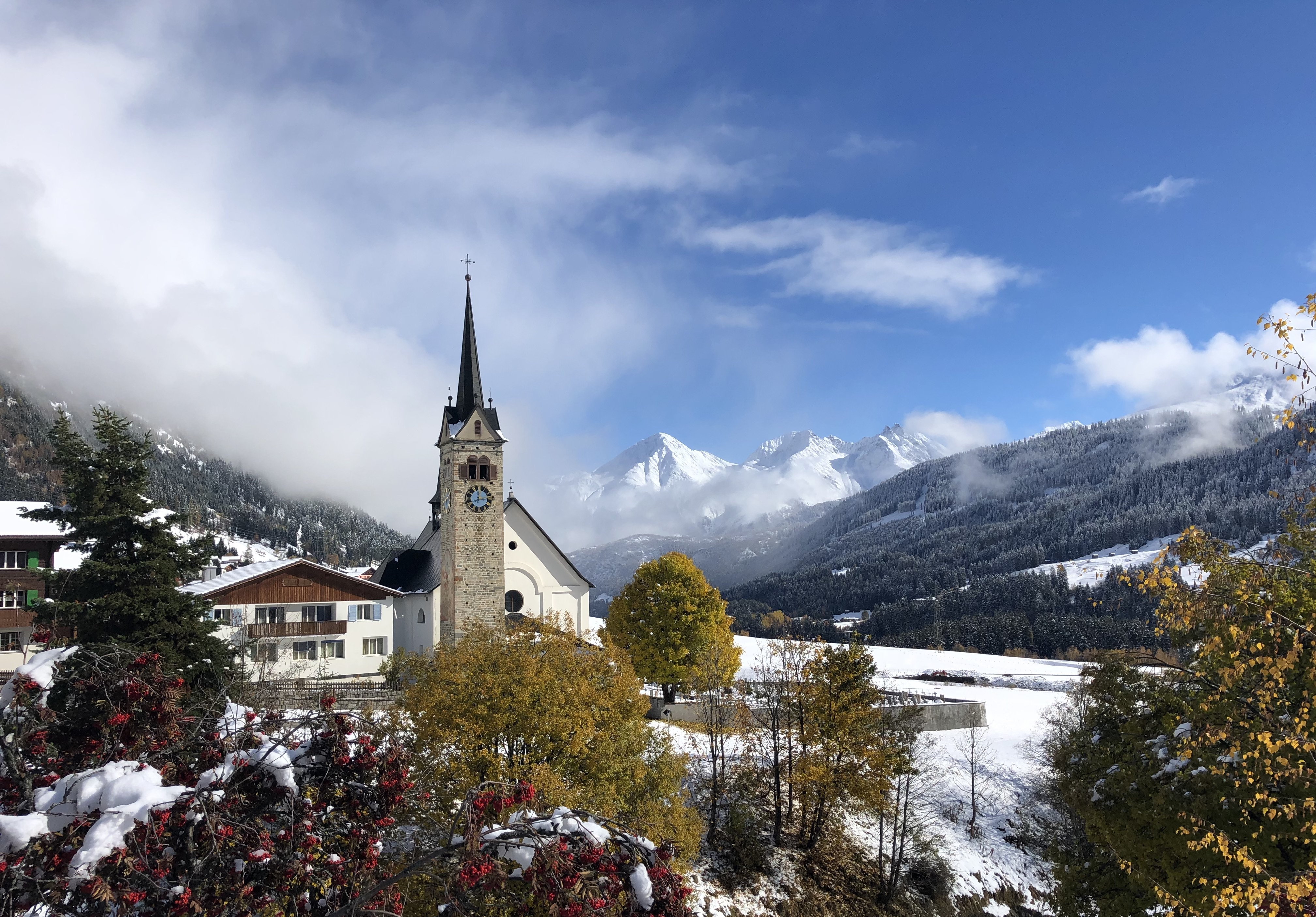
Kirche Sogn Vigeli